# Le Fils du désert (film, 2018)
Pour les articles homonymes, voir Le Fils du désert.
Pour plus de détails, voir Fiche technique et Distribution.
Le Fils du désert, d'abord intitulé L'Enfant du Sahara en festival et ultérieurement réintitulé Le Pays à l'envers, est un film français écrit et réalisé par Laurent Merlin, sorti en 2018.

## Synopsis
Un lycéen d'origine marocaine qui perd ses parents dans un accident de voiture apprend qu'il a été adopté et que ses vrais parents, qu'il prenait pour  sa tante et son oncle, vivent dans un village du Sahara. Il décide d'aller les rejoindre.

## Fiche technique
Sauf indication contraire, les informations mentionnées dans cette section peuvent être confirmées par les bases de données cinématographiques IMDb et Allociné,  présentes dans la section « Liens externes ».
- Titre : Le Fils du désert
  - Titre en festival : L'Enfant du Sahara
  - Nouveau titre : Le Pays à l'envers
- Réalisation : Laurent Merlin
- Scénario : Laurent Merlin
- Musique : Stéphane Damiano
- Direction de la photographie : Daniele Nannuzzi
- Son : Gaël Simard et Adil Aïssa
- Décors : Pierre Feuillatre
- Montage : Laurent Merlin
- Production : Marie Adler
  - Production déléguée : Arnaud de Buchy et Laurent Merlin
- Sociétés de production : Acacia Films Productions et Films de Jeunes
- Société de distribution : Hévadis Films
- Pays de production :  France
- Langue originale : français
- Format : couleur - 2,35:1
- Date de sortie :
  - France : 21 novembre 2018

## Distribution
Sauf indication contraire, les informations mentionnées dans cette section peuvent être confirmées par les bases de données cinématographiques IMDb et Allociné,  présentes dans la section « Liens externes ».
- Ahd Saddik : Mohamed
- Abdelmoula Oukhita : Hassan
- Blandine Pélissier : la directrice des services sociaux
- Sarah Bensoussan : l'assistante sociale
- Ahmed Oukhita : le père
- Lahbiba El Basraoui : la mère
- Jean-Claude Aumont : le grand-père

## Distinctions
- Prix Charles Spaak du meilleur scénario 2011-2012[1]
- Bombay Ciné Film Festival 2014 : Prix du meilleur montage[réf. nécessaire]
- Festival du film transsaharien de Zagora 2014 : Mention spéciale du jury pour les acteurs[réf. nécessaire]